# Vzdělávání osob se speciálními vzdělávacími potřebami v Česku
Vzdělávání osob se speciálními výchovnými potřebami v Česku je realizováno jednak v soustavě škol a zařízení, částečně i ve specializovaných institucích. Rodiče (zákonní zástupci) dítěte se musí rozhodnout, kterou vzdělávací cestu pro své dítě zvolí – vzdělávání v běžné základní škole – tj. integraci, nebo v systému škol samostatně zřízených pro žáky se zdravotním postižením – tj. ve speciální škole. Existují tři formy speciálního vzdělávání: individuální integrace, skupinová integrace a nebo vzdělávání ve škole samostatně zřízené pro žáky se zdravotním postižením (speciální škola), popřípadě kombinace uvedených forem. V současnosti se ale stále více prosazuje inkluzivní vzdělávání.

## Školská legislativa upravující vzdělávání dětí se zdravotním postižením
- zákon č. 561/2004 Sb., o předškolním, základním, středním, vyšším odborném a jiném vzdělávání (školský zákon) a série prováděcích právních norem,
- zákon č. 563/2004 Sb., o pedagogických pracovnících a o změně některých zákonů,
- vyhláška MŠMT č. 14/2005 Sb., o předškolním vzdělávání,
- vyhláška MŠMT č. 48/2005 Sb., o základním vzdělávání a některých náležitostech plnění povinné školní docházky,
- vyhláška MŠMT č. 72/2005 Sb., o poskytování poradenských služeb ve školách a školských poradenských zařízeních,
- vyhláška MŠMT č. 27/2016 Sb., o vzdělávání žáků se speciálními vzdělávacími potřebami a žáků nadaných,
- vyhláška MŠMT č. 13/2005 Sb., o středním vzdělávání a vzdělávání v konzervatoři.

## Typy speciálních škol
Podle vyhlášky MŠMT č.73/2004 Sb.:
- mateřská škola pro zrakově postižené, základní škola pro zrakově postižené, střední škola pro zrakově postižené (střední odborné učiliště pro zrakově postižené, odborné učiliště pro zrakově postižené, praktická škola pro zrakově postižené, gymnázium pro zrakově postižené, střední odborná škola pro zrakově postižené), konzervatoř pro zrakově postižené
- mateřská škola pro sluchově postižené, základní škola pro sluchově postižené, střední škola pro sluchově postižené (střední odborné učiliště pro sluchově postižené, odborné učiliště pro sluchově postižené, praktická škola pro sluchově postižené, gymnázium pro sluchově postižené, střední odborná škola pro sluchově postižené),
- mateřská škola pro hluchoslepé, základní škola pro hluchoslepé,
- mateřská škola pro tělesně postižené, základní škola pro tělesně postižené, střední škola pro tělesně postižené (střední odborné učiliště pro tělesně postižené, odborné učiliště pro tělesně postižené, praktická škola pro tělesně postižené, gymnázium pro tělesně postižené, střední odborná škola pro tělesně postižené),
- mateřská škola logopedická, základní škola logopedická,
- mateřská škola speciální, základní škola praktická, základní škola speciální, odborné učiliště, praktická škola,
- základní škola pro žáky se specifickými poruchami učení, základní škola pro žáky se specifickými poruchami chování,
- mateřská škola při zdravotnickém zařízení, základní škola při zdravotnickém zařízení, základní škola speciální při zdravotnickém zařízení.

## Speciálněpedagogická centra
Jsou zřizována jako součást mateřských škol speciálních, základních škol praktických nebo speciálních, ale mohou fungovat i samostatně. Činnost centra probíhá buď přímo v zařízení, nebo pracovníci docházejí do škol nebo školských zařízení, do zařízení pečujících o mentálně postižené nebo přímo do rodin. Služby poskytují dětem od tří let - ale i dříve, neboť neexistuje raná péče pro děti s mentálním postižením - do ukončení vzdělávání.
Některé činnosti speciálněpedagogického centra:
- vyhledávání dětí s mentálním postižením
- komplexní diagnostika
- vytváření individuálního plánu pro žáky (postup při péči a podpoře o žáka)
- individuální nebo skupinová práce s žákem
- poradenství při výběru školy/práce
- zapojení rodin a pedagogů do individuálního plánu
- zapůjčování odborné literatury, rehabilitačních a kompenzačních pomůcek
- sociálně právní poradenství (příspěvky, dávky atd.)
- SPC připravují komplexní podklady (pro orgány státní správy ve školství) o zařazení žáka do mateřských škol speciálních, základních škol speciálních a praktických
- monitorují děti a mladistvé zařazené do péče centra
- pomoc při integraci žáků do mateřských, základních, středních škol

## Základní školy praktické
- RVP ZV pro lehké mentální postižení, podle kterého se na praktických školách vyučovalo byl zrušen vyhláškou 27/2016 Sb., což v podstatě znamená, že praktické školy musely přejí na jinou formu výuky (běžná škola s žáky využívající podpůrná opatření různého stupně).

## Základní školy speciální
- vychovává a vzdělává obtížně vzdělavatelné žáky (nemají dostatek intelektu, aby se mohli vzdělávat v ZŠ praktické)
- většinou jedinci se středně těžkou mentální retardací, v současné době i s těžkou a hlubokou mentální retardací
- vzdělávání je velmi náročné, proto je potřeba zajistit vhodné podmínky pro výuku (= speciální pedagog, malé skupiny žáků, speciální učebnice, sešity, rozvrh, klidné prostředí, …atd.)
- desetiletá školní docházka
- vzdělávací program se dělí na 4 stupně:
  - nižší (3 roky)
  - střední (3 roky)
  - vyšší (2 roky)
  - pracovní (2 roky)
- nízká koncentrace, proto je velmi důležitá motivace
- tělesná výchova přispívá k rozvoji motoriky
- cílem je osvojení hygienických návyků, sebeobsluhy, pracovních dovedností s předměty denní potřeby, rozvíjet psychické a fyzické schopnosti a předpoklady, vybavit žáky vědomostmi, dovednostmi a návyky a tím jim umožnit maximální zapojení do společnosti, důležitým cílem je vybavit žáky triviem základních vědomostí a dovedností (čtení, psaní, počítání)

K základní škole speciální může být přiřazen přípravný stupeň školy speciální. Ten umožňuje vzdělání žákům, kteří nejsou schopni prospívat na nižším stupni školy speciální, z důvodu těžší mentální retardace nebo jiných důvodů (autismus, kombinované vady atd.), ale je u nich předpoklad pro další rozvoj intelektových schopností. Dítě má možnost navštěvovat jej 3 roky. Pokud splní určité podmínky, může již po prvním nebo druhém roce přejít na nižší stupeň základní školy speciální. Pokud ani po třech letech nedosahuje určitých rozumových schopností, vzdělává se podle Rehabilitačního vzdělávacího programu pomocné školy, určeného pro žáky s těžkým a hlubokým mentálním postižením. V obou případech zajišťují vzdělávací činnost dva pedagogičtí pracovníci. U rehabilitačního programu by měl být jeden z nich orientován na rehabilitaci. Třídy mají 4 - 6 žáků. Ke komunikaci se používají alternativní metody jako nonverbální komunikace, znaková řeč Makaton, globální metoda, sociální metoda a jiné.

## Speciální třídy přiZŠ, ZŠ praktických a při domovech pro osoby se zdravotním postižením (dříve Ústavy sociální péče)
- ředitel má možnost otevřít speciální třídu nebo více tříd pro žáky s mentální retardací, musí být ovšem zajištěna odborná výuka speciálním pedagogem
- mohou být zřizovány speciální třídy při školách praktických a naopak, třídy pro žáky s autismem a třídy pro žáky s více vadami

Dalším stupněm vzdělávání jsou odborná učiliště a praktické školy.

## Profesní příprava
Po ukončení povinné školní docházky se žáci mohou dále vzdělávat v těchto vzdělávacích institucích:
- praktická škola (1 rok a 2 roky)
- odborné učiliště (2 a 3 roky)
- střední odborné učiliště (pokud žák splní požadavky pro přijetí a jeho zdravotní způsobilost to dovoluje)

Praktická škola s jednoletou přípravou je určena pro žáky s těžším mentálním postižením, s více vadami, s autismem, kteří kvůli zdravotním či jiným problémům nemohou studovat jinou školu. Hlavními předměty je zde rodinná výchova, ruční práce a praktická cvičení. Žáci se zde připravují většinou na práci v chráněném prostředí a na pomocné a úklidové práce v sociálních a zdravotních zařízeních.
Praktická škola s dvouletou přípravou je určena pro žáky, kteří ukončili základní školu praktickou nebo speciální, v nižším než devátém nebo ve zvláštních případech v devátém ročníku základní školy. Cílem školy je prohloubení znalostí získaných v povinné školní docházce a osvojení manuálních prací dle vybraného oboru.
Odborné učiliště je svým uspořádáním podobná střednímu odbornému učilišti. Žáci si zde prohlubují a doplňují znalosti získané v základní škole praktické a připravují se na svou profesi (př. kamenické, kovářské, pekařské, prodavačské, zámečnické práce a další).